# Hapigiodes proxima
Hapigiodes proxima är en fjärilsart som beskrevs av Max Wilhelm Karl Draudt 1933. Hapigiodes proxima ingår i släktet Hapigiodes och familjen tandspinnare. Inga underarter finns listade i Catalogue of Life.